# Список птиц — эмблем Австралии
Ниже представлен список птичьих эмблем Австралии и её штатов.
| Штат                               | Фотография | Общеупотребительное имя                                              | Номенклатурное название         | Ссылка |
| ---------------------------------- | ---------- | -------------------------------------------------------------------- | ------------------------------- | ------ |
| Австралия                          |            | Эму (Emu) (неофициально)                                             | Dromaius novaehollandiae        | [ 1 ]  |
| Австралийская Столичная Территория |            | Шлемоносный какаду (Gang-gang Cockatoo)                              | Callocephalon fimbriatum        | [ 2 ]  |
| Виктория                           |            | Helmeted Honeyeater                                                  | Lichenostomus melanops cassidix | [ 3 ]  |
| Западная Австралия                 |            | Чёрный лебедь (Black Swan)                                           | Cygnus atratus                  | [ 4 ]  |
| Квинсленд                          |            | Австралийский журавль (Brolga)                                       | Grus rubicunda                  | [ 5 ]  |
| Новый Южный Уэльс                  |            | Новогвинейская кукабарра (Laughing Kookaburra)                       | Dacelo novaeguineae             | [ 6 ]  |
| Северная территория                |            | Австралийский клинохвостый орёл (Wedge-tailed Eagle)                 | Aquila audax                    | [ 7 ]  |
| Тасмания                           |            | Желтолопастный серёжчатый медосос (неофициально) (Yellow Wattlebird) | Anthochaera paradoxa            | [ 8 ]  |
| Южная Австралия                    |            | Ворона-свистун (неофициально) (Piping Shrike)                        | Gymnorhina tibicen telonocua    | [ 9 ]  |